# Fiľakovo
Fiľakovo es un municipio del distrito de Lučenec en la región de Banská Bystrica, Eslovaquia, con una población estimada a final del año 2024 de 9623 habitantes.
Se encuentra ubicado en el centro-sur de la región, en el valle del río Ipoly —un afluente izquierdo del Danubio— y cerca de la frontera con Hungría.

## Demografía
| Año        | 1994   | 2004    | 2014    | 2024     |
| ---------- | ------ | ------- | ------- | -------- |
| Población  | 10 227 | 10 329  | 10 695  | 9623     |
| Diferencia |        | +0,99 % | +3,54 % | −10,02 % |

| Año        | 2023 | 2024    |
| ---------- | ---- | ------- |
| Población  | 9683 | 9623    |
| Diferencia |      | −0,61 % |